# فرودگاه وودبورن
فرودگاه وودبورن  (به انگلیسی: Woodbourne Airport)  یک فرودگاه همگانی و نظامی  با کد یاتا BHE است که یک باند فرود آسفالت دارد و طول باند آن ۱۴۲۵ متر است. این فرودگاه در  کشور نیوزلند قرار دارد و در ارتفاع ۳۳ متری از سطح دریا واقع شده است.